# جیمز پانتمیس
جیمز پانتمیس (انگلیسی: James Pantemis؛ زادهٔ ۲۱ فوریهٔ ۱۹۹۷) بازیکن فوتبال اهل کانادا است.
از باشگاه‌هایی که در آن بازی کرده‌است می‌توان به باشگاه فوتبال مونترال اشاره کرد.
وی همچنین در تیم‌های ملی پایه فوتبال کانادا بازی کرده‌است.